# Apophysius unicolor
Apophysius unicolor är en stekelart som beskrevs av Tohru Uchida 1931. Apophysius unicolor ingår i släktet Apophysius och familjen brokparasitsteklar. Inga underarter finns listade i Catalogue of Life.